# Riego de la Vega
Riego de la Vega é um município da Espanha na província de León, comunidade autónoma de Castela e Leão, de área 35,35 km² com população de 1014 habitantes (2004) e densidade populacional de 28,68 hab/km².

## Demografia
| Variação demográfica do município entre 1991 e 2004 | Variação demográfica do município entre 1991 e 2004 | Variação demográfica do município entre 1991 e 2004 | Variação demográfica do município entre 1991 e 2004 |
| --------------------------------------------------- | --------------------------------------------------- | --------------------------------------------------- | --------------------------------------------------- |
| 1991                                                | 1996                                                | 2001                                                | 2004                                                |
| 1281                                                | 1171                                                | 1065                                                | 1014                                                |